# Anrufsignalisierung
Eine Anrufsignalisierung signalisiert einem B-Teilnehmer einen aktuellen Anruf. Sie erfolgt in der Regel bei einem eingehenden Telefongespräch in der Telefonie oder bei einem eingehenden Anruf im Digitalfunk.

## Arten
In der Telekommunikation erfolgt sie mittels Schall- und/oder Lichtsignalen und/oder Vibrationsalarm. Die Schallsignale sind hier Klingeltöne, die Lichtsignale werden durch Leuchtdioden im oder am Gerät (Zubehör) erzeugt. Das Zubehörteil reagiert auf Schwingungen in der Umgebung des Telefons bei Anrufen, sofern das Telefon empfangsbereit ist. Es muss sich in unmittelbarer Nähe zum Telefon befinden.
Diese Funktionalitäten sind geräte- und netzabhängig. Besonders im Mobilfunk sind sehr verschiedenartige Signalisierungen möglich. Hier ist die Meldung per Vibrations- oder per Lichtsignal sehr dezent, während laute Klingeltöne die Aufmerksamkeit aller erregen und somit andere stören können. Wie beim Datenfunk (z. B. Digital Selective Calling im Seefunk) werden Impulse mitgesendet, die eine Signalisierung beim Empfänger auslösen können.

## Voraussetzungen
Die Anrufsignalisierung in der Telefonie ist grundsätzlich von der Funktionalität und Programmierung des Telefonendgerätes des B-Teilnehmers abhängig. Die Signalisierung ist ferner sowohl vom aktivierten Benutzerprofil als auch von der Anrufergruppe abhängig, letztere nur sofern diese unterstützt wird und eine Rufnummernübermittlung stattfindet.

## Anruferseite
Der A-Teilnehmer (Anrufer) wird gewöhnlich in öffentlichen Telefonnetzen über die am Netzabschluss des B-Teilnehmer-Telefonanschlusses erfolgende Anrufsignalisierung durch einen Freiton informiert. Ähnlich den Klingeltönen kann dabei der B-Teilnehmer von seinem Netzbetreiber gegen eine Gebühr den Freiton für die Anrufer mit Musikstücken, sogenannten Freizeichentönen, unterlegen lassen.
Ein dem Anrufer übermittelter Freiton kann bei Vorliegen einer False Answer Supervision auch lediglich vorgespiegelt sein.